# Jean-Michel Sénégal
Jean-Michel Sénégal, né le 5 juin 1953 à Lyon, est un joueur puis entraîneur français de basket-ball.

## Biographie
Invaincu pendant 4 années en catégorie cadets et juniors, il a été 4 fois de suite champion de France avec l'ASVEL avec des finales en 1 match : il est alors champion de France cadets en 1969 et 1970 et champion de France juniors en 1971 et 1972.
Dans le même temps il est Champion de France Nationale 1 avec l'ASVEL en 1971 et 1972. Avec son nouveau club de l'ASPO Tours, (il signe en 1974) il est vice-champion de France en 1975, puis Champion de France en 1976 et 1980. Il échoue en finale de la Coupe d'Europe de vainqueurs de Coupe en 1976 à Turin contre Olimpia Milan, sa seule finale perdue sur 11 disputées.
Avec son nouveau club du CSP Limoges (il signe en 1981) c'est l'année de l’inauguration de Beaublanc par le ministre Charles Hernu, Robert Laucournet, Albert Chaminade (1912-2009), Louis Longequeue puis du président Xavier Popelier et son capitaine Richard Dacoury. Il est vice-champion de France en 1982, puis champion de France en 1983, 1984 et 1985. Il remporte 2 coupes Korać en 1982 et 1983 et 3 Coupes de la Fédération en 1982, 1983 et 1985. 
Excellent passeur, il est l'un des meilleurs joueurs du championnat de France d'après-guerre, notamment grâce à ses performances en équipe de France.
En tant qu'entraîneur, il aide la JA Vichy à revenir au premier plan du basket-ball français. Il avait fait auparavant monter le club de Jet Services Lyon de la Nationale 2 en Pro B puis en Pro A. Il est champion de France Pro B avec ces 2 clubs de la JA Vichy Auvergne et Jet Services Lyon. Il a également fait monter l'ASM Basket en Nationale 1 en gagnant contre Ouest-Lyonnais à deux reprises et de façon expéditive.
Il entraine ensuite l'AS Monaco en Nationale 2, équipe qu'il fait aussi monter en Nationale 1.

## Clubs successifs

### Joueur
- 1970-1974 :  ASVEL (Nationale 1)
- 1974-1981 :  ASPO Tours (Nationale 1)
- 1981-1986 :  CSP Limoges (Nationale 1)
- 1986-1987 :  Racing CF (Nationale 1)

### Entraîneur
- 1987-1989 :  Racing CF (N 1 A)
- 1989-1994 :  CRO Lyon (N 1 A et N A 1 et Pro A)
- 1994-1995 :  Montpellier (Pro A)
- 1995-1996 :  Limoges (Pro A)
- 1999-2005 :  JA Vichy (Pro B puis Pro A)
- 2005-2006 :  Hyères Toulon (Pro A)
- 2007-2008 :  Bourg en Bresse (Pro B)
- Février 2009 - 2010 :  Le Puy-en-Velay (NM2 puis NM1)
- 2010- 2013 :  AS Monaco (NM2 puis NM1)

## Palmarès de joueur
- Champion de France :1971, 1972, 1976, 1980, 1983, 1984, 1985
- Vainqueur de la Coupe Korać : 1982, 1983
- Vainqueur de la coupe de la fédération : 1982, 1983, 1985
- Finaliste de la Coupe des Coupes : 1976

- 210 sélections en Équipe de France
- Meilleur passeur du championnat : 1978, 1983, 1984